# Leda Ridge
Leda Ridge ist ein Gebirgskamm im Osten der westantarktischen Alexander-I.-Insel. Er ragt mit nordost-südwestlicher Ausrichtung an der Westseite der Ganymede Heights östlich des Jupiter-Gletschers auf.
Der britische Geograph Derek Searle vom Falkland Islands Dependencies Survey kartierte ihn 1960 anhand von Luftaufnahmen der US-amerikanischen Ronne Antarctic Research Expedition (1947–1948). Das UK Antarctic Place-Names Committee benannte ihn 1985 nach dem Jupitermond Leda.